# Tamil Eelam Liberation Organization
 (septembre 2024).
Si vous disposez d'ouvrages ou d'articles de référence ou si vous connaissez des sites web de qualité traitant du thème abordé ici, merci de compléter l'article en donnant les références utiles à sa vérifiabilité et en les liant à la section « Notes et références ».
Le Tamil Eelam Liberation Organization (TELO, tamoul : தமிழீழ விடுதலை இயக்கம், singhalais : දෙමළ ඊලාම් විමුක්ති සංවිධානය) est un parti politique srilankais tamoul, qui a pour objectif d'obtenir l'indépendance du Tamil Eelam.
Officiellement fondé en 1977, TELO a été initialement un groupe para-militaire, mais la majorité de ses membres ont été tués par les Tigres tamouls en 1986. Les membres survivants ont transformé l'organisation en un parti politique.

## Histoire

### Fondation
À la fin des années 1970, TELO est un groupe créé par un groupe d'étudiants tamouls radicaux, les 2 fondateurs sont Nadarajah Thangathurai et Selvarajah Yogachandran, plus connu sous son nom de guerre Kuttimani. Le groupe est officiellement constitué en 1977, en prenant inspiration sur les Tigres tamouls, et de l'Eelam Revolutionary Organisation of Students (EROS). Ce groupe devient très vite le deuxième groupe militaire le plus important derrière les LTTE, avec qui il coopère.
Cependant, leur succès sera de courte durée : les deux fondateurs, Thangathurai et Kuttimani, ont été capturés par l'armée sri-lankaise en 1981 alors qu'ils étaient en train de fuir vers Inde après un braquage de banque. Pendant le temps de leur arrestation, TELO était dirigé par Sri Sabaratnam en tant que dirigeant de facto.
Le 25 juillet 1983, en plein pendant les révoltes de Juillet noir, Thangathurai et Kuttimani sont brutalement torturés et tués dans une émeute de prison. Sri Sabaratnam devient alors le chef du groupe.

### Alliance des groupes pro-indépendance
En février 1984, le TELO, avec l'EROS et le Eelam People's Revolutionary Liberation Front (EPRLF), s'allient pour faire front commun pour l'obtention de l'indépendance du Tamil Eelam. Cette alliance s'appellera le Eelam National Liberation Front, ou ENLF. Les LTTE rejoindront l'alliance ENLF en avril de la même année. En coordination, les groupes ont commencé à mener des attaques contre les positions gouvernementales à Jaffna.
TELO a alors utiliser la force pour détruire le poste de police principal de Jaffna et attaquer des convois militaires cingalais. Les assauts combinés de tous ces groupes para-militaire ont conduit à la disparition quasi-totale de l'autorité gouvernementale à Jaffna.

### Guerre interne et conflit avec les Tigres tamouls
Sri Sabaratnam, leader de TELO, manquait le charisme que pouvait avoir le chef des Tigres tamouls, Velupillai Prabhakaran. En conséquence, la croissance rapide du TELO n'a pas été soutenue par une idéologie forte comme celle du LTTE, et un certain nombre de ses cadres ont été perçus comme des intimidateurs, sans ligne directrice. Sri Sabaratnam, s'appuyant fortement sur son association et de son soutien de l'Inde, n'avait pas acquis le type d'armement moderne que possédaient les LTTE, et le groupe a donc commencé à perdre son efficacité. Un certain nombre de membres de TELO sont devenus mécontents du leadership de Sri Sabaratnam, et les dissensions ont grandi dans les rangs, jusqu'à former des factions divergente à l'intérieur même de TELO en 1985. La rivalité entre les factions a conduit à l'assassinat de Dass, l'un des chefs de faction, en avril 1986. Le groupe s'est alors scindé en 2, avec plusieurs dizaines de membres en partance.
En plus de ces guerres internes, les différences avec les LTTE ont également commencé à se faire sentir. Les Tigres tamouls était mécontent de la position pro-indienne du TELO. Ils étaient également contrariés que le TELO obtienne de loin la plus grande part des contributions des expatriés srilankais tamouls, alors qu'ils n'étaient pas aussi actif et prospère que les LTTE. Prabhakaran a alors craint que l'Inde utilise le TELO pour qu'il se fasse tuer.
En septembre 1985, l'assassinat de deux éminents politiciens tamouls à Jaffna, M. Alalasundaram et V. Dharmalingam, s'est soldé par des attentats meurtriers. En février 1986, les LTTE se sont retirés de l'alliance ENLF, et le 29 avril de la même année, ils ont lancé un assaut généralisé contre le TELO. Les bases de TELO à travers Jaffna ont été bombardées par des mortiers. Les cadres de TELO, qu'ils soient armés ou non armés, ont été attaqués à la carabine et abattus. Ceux qui se sont rendus ont été abattus alors qu'ils déposaient leurs armes, et ceux qui ont tenté de s'enfuir ont été abattus alors qu'ils couraient. Les civils ont été avertis de ne pas abriter de fugitifs. Les quelques cadres de TELO qui ont réussi à trouver refuge auprès d'autres groupes armés tels que l'EPRLF ou l'EROS ont été les seuls à survivre. Le 5 mai, le dirigeant du TELO, Sri Sabaratnam, a été abattu par Kittu (Sathasivam Krishnakumar) du LTTE. En tout, plus de quatre cents hommes ont été tués et TELO a été pratiquement anéanti.
À cette époque, les Tigres tamouls ont justifié ses actions en affirmant que le TELO était utilisé par l'Inde pour infiltrer la lutte contre l'Eelam et la remodeler à ses propres fins. Cependant, quelques années plus tard, en 1990, Kittu, qui avait dirigé les attaques, a admis que c'était une erreur de tuer tous les cadres de TELO, bien que l'assassinat des hauts dirigeants était justifié.
Des tentatives ont été faites pendant l'Intervention indienne dans la guerre civile du Sri Lanka par l'Indian Peace Keeping Force pour faire revivre le TELO et pour venger les personnes tuées par les LTTE. Ils ont été aidés par l'armée indienne, qui les a armés et les a utilisés pour essayer de contenir les LTTE, qui se sont opposés à la présence de l'IPKF. Cependant, ils ont été constamment attaqués par les LTTE et ont subi de lourdes pertes, en perdant jusqu'à 70 en une seule attaque en septembre 1987. Une fois que les indiens ont quitté le pays, la force militaire de TELO a disparu, la plupart de leurs membres déposant les armes, peur des représailles. 
Depuis lors, le TELO n'a jamais retrouvé son statut de groupe militant efficace.

### Parti politique
Après le meurtre de Sri Sabaratnam, Selvam Adaikalanathan devint le leader du TELO, et après avoir estimé qu'ils ne se rétabliraient jamais, il décida de transformer le groupe en parti politique en 1987.
En 1989, ils rejoignent l'alliance tamoul Tamil United Liberation Front.
En 1994, ils décident de créer leur propre alliance.
Dès 2001, ils rejoignent la Tamil National Alliance.

## Résultats électoraux

### Élections législatives
| Année | Voix    | %    | Rang | Sièges   | Alliance                            |
| ----- | ------- | ---- | ---- | -------- | ----------------------------------- |
| 1989  | 188 594 | 3,37 | 4e   | 10 / 225 | Tamil United Liberation Front       |
| 1994  | 38 028  | 0,48 | 6e   | 3 / 225  | Tamil Eelam Liberation Organization |
| 2000  | 26 112  | 0,30 | 7e   | 3 / 225  |                                     |
| 2001  | 348 164 | 3,89 | 4e   | 15 / 225 | Tamil National Alliance             |
| 2004  | 633 654 | 6,84 | 3e   | 22 / 225 | Tamil National Alliance             |
| 2010  | 233 190 | 2,90 | 3e   | 14 / 225 | Tamil National Alliance             |
| 2015  | 515 963 | 4,62 | 3e   | 16 / 225 | Tamil National Alliance             |